# Тойда (посёлок)
Тойда — посёлок в Панинском районе Воронежской области. Входит в Октябрьское сельское поселение. Ранее входил в Сергеевское сельское поселение.

## География

### Улицы
- ул. Афанасьевская
- ул. Железнодорожная
- ул. Заводская
- ул. Молодёжная

## Население
| 2000 | 2005 | 2010 |
| ---- | ---- | ---- |
| 417  | ↘380 | ↘277 |